# Chororapithecus abyssinicus
Chororapithecus abyssinicus är en numera utdöd art av människoapor som levde för 11 till 9,7 miljoner år sedan under miocen. Fossil hittades i regionen Oromia i Etiopien. Arten är ensam i släktet Chororapithecus.
Chororapithecus abyssinicus är antagligen en tidig medlem i utvecklingsgrenen där gorillorna är det enda kvarvarande släktet. Arten har till exempel en tanduppsättning som liknar gorillornas tänder. Kindtänderna har skärande kanter med tjock tandemalj.